# Cristian Chirică

a Compétitions nationales et continentales officielles uniquement.

b Matchs officiels uniquement.
Dernière mise à jour le 3 mai 2022.
Cristian Chirică, né le 9 avril 1997, est un joueur roumain de rugby à XV qui joue au poste de troisième ligne.

## Biographie
Cristian Chirică débute le rugby en 2011, à 14 ans. Collégien à Fruntișeni, il passe des tests physiques auprès centre national olympique de Bârlad. Ses qualités athlétiques y sont repérées, et même s'il n'a jamais joué au rugby, il lui est proposé de rejoindre le centre, ce qu'il fait l'année suivante. Progressant dans son parcours, il intègre la sélection des moins de 18 ans roumains. Il est alors repéré par plusieurs grands clubs roumains (CSM Baia Mare, SCM Rugby Timișoara, CSM Bucarest, RC Steaua Bucarest), mais aussi par le Stado Tarbes. Après la fin du lycée, il accepte finalement de rejoindre le CSM Baia Mare. Peu utilisé dans un premier temps, il réussit à s'installer petit à petit dans le groupe professionnel en 2015.
En 2016, à 19 ans, il est sélectionné pour la première fois avec l'équipe de Roumanie, pour affronter le Canada. De nouveau utilisé face à l'Uruguay, il est ensuite sélectionné un an plus tard, où il est d'emblée titulaire face aux Tonga. Fin 2018, il est positionné en tant que troisième ligne centre avec la Roumanie, et s'impose à ce poste en sélection. Il est titularisé à quatre reprises à ce poste en 2019, puis à trois reprises en 2020. 
En club, il remporte avec Baia Mare deux titres nationaux en 2019 et 2020.
Il entame ensuite une nouvelle page de sa carrière en rejoignant la France. Il intègre les rangs du SC Pamiers en Fédérale 1. Il brille rapidement, inscrivant un essai lors des quatre matchs qu'il joue avant l'interruption de la saison à cause de la pandémie de Covid-19.

## Palmarès
- Championnat de Roumanie de rugby à XV 2018-2019, 2019-2020
- Coupe de Roumanie de rugby à XV 2020

## Statistiques

### En sélection
| Année | Compétition | Matchs | Points | Essais | Transf. | Drops | Pénal. |
| ----- | ----------- | ------ | ------ | ------ | ------- | ----- | ------ |
| 2016  | Test        | 2      | -      | -      | -       | -     | -      |
| 2017  | Test        | 1      | -      | -      | -       | -     | -      |
| 2018  | REC         | 1      | -      | -      | -       | -     | -      |
| 2018  | Test        | 2      | -      | -      | -       | -     | -      |
| 2019  | REC         | 3      | -      | -      | -       | -     | -      |
| 2019  | Test        | 2      | 5      | 1      | -       | -     | -      |
| 2020  | REC         | 3      | -      | -      | -       | -     | -      |
| 2021  | REC         | 4      | -      | -      | -       | -     | -      |
| 2021  | Test        | 2      | -      | -      | -       | -     | -      |
| 2022  | REC         | 4      | -      | -      | -       | -     | -      |
| Total | Total       | 24     | 5      | 1      | -       | -     | -      |

| Essai | Adversaire | Lieu                        | Compétition | Date         | Résultat | Score |
| ----- | ---------- | --------------------------- | ----------- | ------------ | -------- | ----- |
| 1     | Brésil     | Stade Jayme Cintra, Jundiaí | Test        | 15 juin 2019 | Victoire | 21-22 |